# Worms Rumble
Worms Rumble je akční videohra vyvinutá a vydaná společností Team17. Je spin-offem franšízy Worms. V prosinci 2020 byla hra vydána pro Microsoft Windows, PlayStation 4 a PlayStation 5 a v červnu 2021 byly vydány verze pro Nintendo Switch, Xbox One a Xbox Series X a Series S.

## Hratelnost
Na rozdíl od svých předchůdců je Worms Rumble 2,5D akční videohrou odehrávající se v reálném čase. Hráči ve hře ovládají červíky a soupeří mezi sebou v různých módech, kterými jsou Death Match, Last Worm Standing a Last Squad Standing. Ve hře je ke zničení soupeřů dostupná řada exotických zbraní, jako jsou Sheep Launchers, Plasma Blasters a Sentry Turrets. Hráči také mohou získat raketové batohy a háky, aby se mohli prostředním snadněji pohybovat. Postupem hrou získávají hráči zkušenostní body, za které si mohou odemykat kosmetické předměty a upravovat vzhled svých hratelných avatarů.

## Vývoj
Společnost Team17 oznámila 3. července 2020 hru Worms Rumble, aby oslavila 25. výročí franšízy Worms. Jedná se o první hru v sérii od roku 2016, kdy bylo vydáno Worms W.M.D. Worms Rumble je považováno za spin-off než za hlavní díl série, protože nahrazuje tradiční dělostřeleckou tahovou taktiku bojem v reálném čase. Otevřená beta byla spuštěna 6. listopadu 2020. Hra byla vydána 1. prosince 2020 pro Microsoft Windows, PlayStation 4 a PlayStation 5; ve hře je povolena možnost cross-playe. V březnu 2021 byly oznámeny verze hry pro Nintendo Switch, Xbox One a Xbox Series X a Series S, jež byly vydány 23. června 2021 a obsahovaly exkluzivní kosmetiky. Téhož dne byla hra přidána do předplatného Xbox Game Pass, přičemž fyzické kopie všech edicí vyšly 13. července 2021.